# Clase Rodman-46
La Clase Rodman-46 es una serie de patrulleras de alta velocidad diseñadas y fabricadas por el astillero español Rodman Polyships.
Están construidas en poliéster reforzado con fibra de vidrio.
En España son utilizadas principalmente por el Servicio de Vigilancia Aduanera, que recibió las primeras unidades de esta clase en 1986, totalizando 12 unidades puestas en servicio, si bien varias de ellas con importantes variaciones en el casco y en la motorización, entre otros.
Existen así mismo modelos derivados de este mismo diseño como las cuatro Rodman 46 IP, denominadas clase Albatros I a Albatros IV, operadas por el Servicio de Vigilancia Pesquera, dependiente de la Consejería de Agricultura y Pesca de la Junta de Andalucía, y que presentan diferencias tanto en su motorización como en su estructura en relación con las utilizadas por Vigilancia Aduanera. Fueron recibidas entre los años 1989 y 1991, estando en vías de ser sustituidas por nuevas unidades.
Este tipo de patrulleras recibieron su fama dadas las persecuciones que realizaban, y siguen realizando, de lanchas contrabandistas en la zona del estrecho de Gibraltar y las costas de Galicia, en manos de los tripulantes del Servicio de Vigilancia Aduanera.
En lo que se refiere a este último, la clase Rodman-46 recibe la denominación de HJ (Hidrojets), nombre por el que más comúnmente se las conoce, si bien entre los contrabandistas también se las ha llegado a denominar como las Hija-Putas debido al acoso permanente al que les someten durante las persecuciones.
Dentro de esta serie encontramos dos modelos, la HJ-Alfa y la Milano II, que presentan diferencias con el resto de unidades de la clase.
En lo que respecta a la HJ-Alfa fue puesta en servicio en 1994 y era un prototipo derivado de las anteriores diseñado para la intercepción de alta velocidad, fabricado en poliéster y propulsado por tres hidrojets.
La Milano II era un rediseño de la clase HJ con 70 cm más de eslora y motorización más potente, desarrollando una potencia total de 2260 cv y con un desplazamiento algo inferior, entró en servicio en 1999.
El resto de la clase HJ va equipada con 2 hidrojets Riva Calzoni y dos motores MWM que desarrollan una potencia total de 2.000 cv.